# ساموئل جانسن (بازیگر)
ساموئل جانسن (انگلیسی: Samuel Johnson؛ زادهٔ ۱۹۷۸) بازیگر اهل استرالیا است.
از فیلم‌ها یا مجموعه‌های تلویزیونی که وی در آن‌ها نقش داشته است می‌توان به «زندگی پنهانی ما» اشاره نمود.
او در سال ۲۰۱۷ برندهٔ جایزه لوگی زرین شد.